# Лука (приток Псковы)
Лука — река в России, течёт по территории Струго-Красненского района Псковской области. Вытекает из озера Порсково на высоте 154 м над уровнем моря. Устье реки находится на высоте 120 м над уровнем моря в 84 км по левому берегу реки Псковы. Длина реки — 12 км.

## Данные водного реестра
По данным государственного водного реестра России относится к Балтийскому бассейновому округу, водохозяйственный участок реки — Великая. Относится к речному бассейну реки Нарва (российская часть бассейна).
Код объекта в государственном водном реестре — 01030000212102000029454.